# San Bruno (Rom)
San Bruno ist eine Kirche in Rom, an der Via della Pisana, im Suburbio Gianicolense. Sie ist dem hl. Bruno von Köln geweiht.

## Geschichte
Am 1. Oktober 1964 wurde durch ein Dekret von Kardinalvikar Clemente Micara die dazugehörige Pfarrei gegründet.
Die Kirche wurde zwischen 1987 und 1992 von Carlo Bevilacqua und Anna Maria Feci gebaut und am 5. April 1992 von Papst Johannes Paul II. besucht.

## Architektur und Ausstattung
Die Kirche ist aus Stahlbeton errichtet, die Wände zwischen den Stahlbetonträgern sind ausgemauert. Auf der rechten Seite steht eine Statue des heiligen Bruno.